# Ellen Minzner
Ellen Minzner (3 de marzo de 1963) es una deportista estadounidense que compitió en remo. Ganó tres medallas en el Campeonato Mundial de Remo entre los años 1991 y 1996.

## Palmarés internacional
| Campeonato Mundial | Campeonato Mundial       | Campeonato Mundial | Campeonato Mundial        |
| Año                | Lugar                    | Medalla            | Prueba                    |
| ------------------ | ------------------------ | ------------------ | ------------------------- |
| 1991               | Viena (Austria)          | Medalla de bronce  | Cuatro sin timonel ligero |
| 1995               | Tampere (Finlandia)      | Medalla de oro     | Dos sin timonel ligero    |
| 1996               | Motherwell (Reino Unido) | Medalla de oro     | Dos sin timonel ligero    |